# Lamborghini Countach (песня)
«Lamborghini Countach» — песня российского хип-хоп-исполнителя Элджея, выпущенная 21 сентября 2020 года в качестве сингла на лейблах Universal Music Group и 143. В песне рэпер рассуждает о богатстве, роскоши и популярности. Продюсером трека выступил stereoRYZE.

## История
Вместе с выпуском музыкального видео Элджей запустил розыгрыш Lamborghini Countach из клипа, для участия в котором нужно было быть подписанным на канал Sayonara Boy и оставить комментарий под видеороликом «Lamborghini Countach». 28 сентября 2020 года был объявлен победитель розыгрыша.
В конце сентября 2020 года Руслан Тихонов из ТНТ Music включил сингл в список «треков недели».

## Видеоклип
Релиз видеоклипа на трек состоялся 21 сентября 2020 года на официальном YouTube-канале Элджея, спустя несколько часов после релиза сингла. Его режиссёром выступил Ян Боханович.
В видеоролике присутствует сцена, в которой Элджей лежит на асфальте и пытается заползти в салон автомобиля, предварительно открыв дверь ногами. По данным Муз-ТВ, это является отсылкой к «знаменитому» кадру из фильма «Волк с Уолл-стрит», в котором Леонардо Ди Каприо в роли Джордана Белфорта злоупотребил запрещёнными веществами и его парализовало. Он не может из-за этого попасть в свой автомобиль, но в итоге открывает дверь ногой и залезает в него. Галина Иванова из Srsly.ru отметила, что Элджей в этот момент мало похож на Джордана Белфорта, но рэп-исполнитель «замер практически в той же позе». За сутки клип набрал более 870 тысяч просмотров.

## Отзывы
Артём Кучников, журналист сайта музыкального канала ТНТ Music, заметил, что в треке «Lamborghini Countach» лирический герой выражает свои «упаднические настроения», связанные с потерей интереса к жизни в богатстве и роскоши. Ещё Артём указал на то, что в песне рэпер предстаёт как исполнитель «мелодичного» трэпа. Редакция сайта Rap.ru заявила, что в композиции Элджей похваляется количеством машин в своём гараже и «будто читает типичный репрезент успешного рэпера», однако за богатством и роскошью «скрывается» боль и «пустота внутри».

## Чарты
| Чарт (2020)            | Высшая позиция |
| ---------------------- | -------------- |
| Россия (YouTube Music) | 1              |
| Россия (Zvooq.pro)     | 1              |